# Abri de Los Trepadores
L' Abri de Los Trepadores est un site archéologique situé dans la commune de Alacón, comarque de Andorra-Sierra de Arcos dans la province de Teruel,.
Cet abri sous roche abrite des peintures rupestres de thèmes variés de l'art levantin, d'Art schématique ibérique et de gravures, faisant partie de l'ensemble de l'Art rupestre du bassin méditerranéen de la péninsule Ibérique déclaré patrimoine mondial par l'UNESCO en 1998 (réf. 874-643). Il est protégé comme Bien d'Intérêt Culturel (loi 3/1999) et fait partie du Parc culturel de la rivière Martín.

## Description

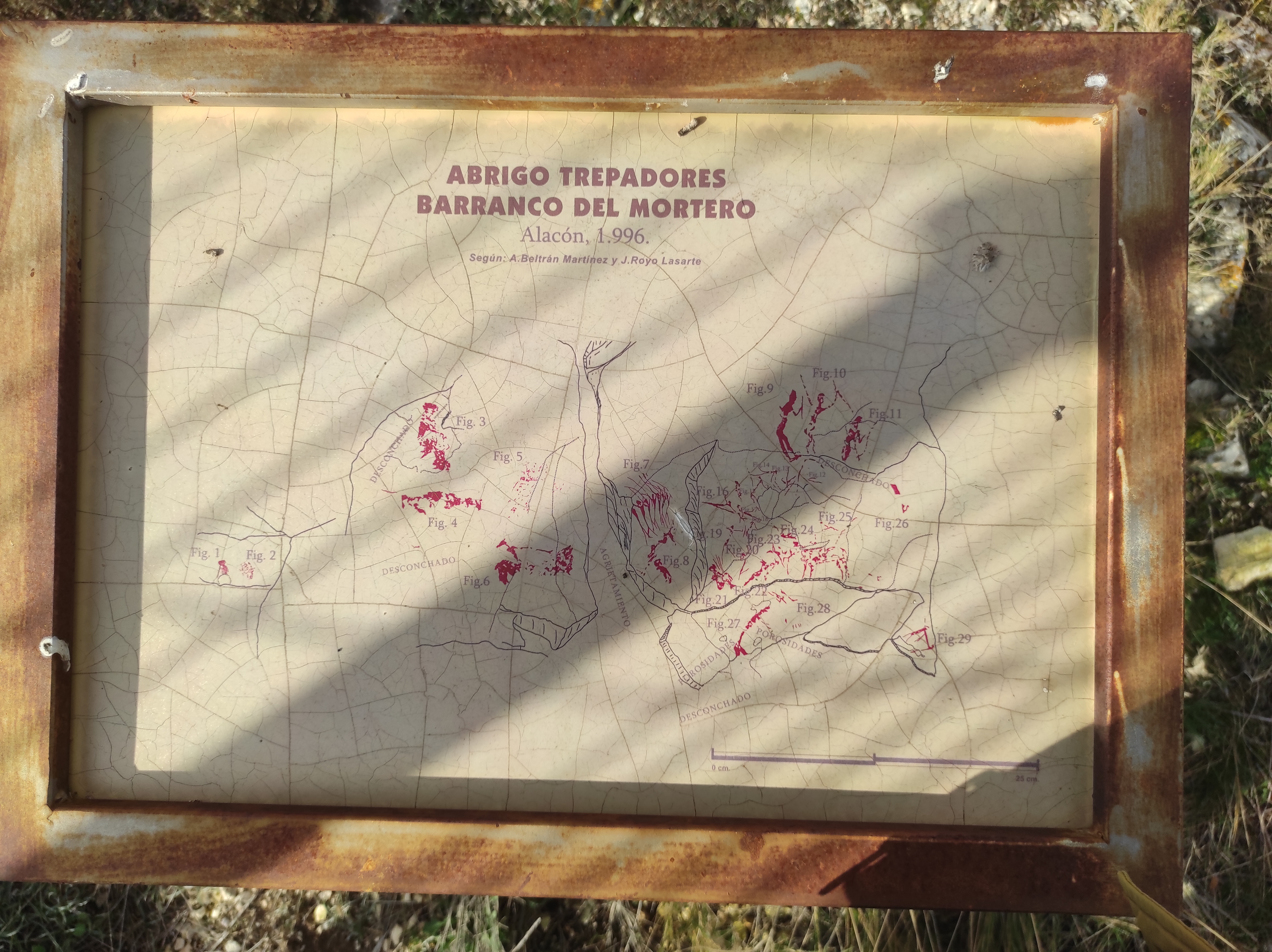
Panneau explicatif

L'abri mesure 5 × 3 m et contient 32 figures sur ses deux côtés, la partie centrale n'étant pas peinte. Les plus caractéristiques sont un groupe de 7 guerriers, les bras levés avec leurs arcs au-dessus de leurs têtes  un autre groupe de guerriers similaire au premier ; un cheval monté par un cavalier ; un personnage assis, les bras croisés au-dessus des genoux ; une chèvre ; des barres verticales...